# Amt Neuengleichen
Das Amt Neuengleichen war ein historisches Verwaltungsgebiet der Landgrafschaft Hessen bzw. des Königreichs Hannover.

## Geschichte
Das Amt geht auf das Zubehör der um 1100 erbauten Burgen Gleichen zurück, die um 1270 von den Welfen an die Herren von Uslar verlehnt wurden. 1318 erscheinen erstmals die beiden Linien Alten- und Neuengleichen. 1451 veräußerten die letzten Herren von Uslar der Linie Neuengleichen ihren Besitz an die Landgrafen von Hessen. Sitz des nunmehr hessischen Amts war um 1550 das Vorwerk (Herrenhaus) Wittmarshof; das Amtshaus stand noch bis 1870. Zum Amtssprengel gehörten ferner die Gemeinden Etzenborn, Mackenrode und Sattenhausen sowie vier sog. Mengedörfer (Benniehausen, Bremke, Gelliehausen, Wöllmarshausen), in denen je drei Viertel der Höfe dem (welfischen) Gericht Altengleichen und ein Viertel dem Amt Neuengleichen zugehörig waren. Nach der französisch-westphälischen Herrschaft fiel das Amt Neuengleichen 1816/17 an das Königreich Hannover. Von den vier Mengedörfern kam Benniehausen ungeteilt an das Amt Neuengleichen und Bremke, Gelliehausen sowie Wöllmarshausen an das Gericht Altengleichen.
1825 ging das Amt Neuengleichen im Amt Reinhausen auf.

## Amtmann
- 1818–1823: Friedrich Adam Frankenberg, Amtmann